# Провідна
Провідна — вантажна залізнична станція Дніпровської дирекції Придніпровської залізниці на відгалуженні від станції Сухачівка. Розташована у середмісті Заводського району міста Кам'янського Дніпропетровської області.
Станція не є тупиковою, від неї існує розгалуження у бік станцій Тритузна та Кам'янське до промзони Дніпровського коксохімічного заводу, відвалів ДКХЗ, «Камет-Сталь», Кам'янського виробництва ПАТ Кривий Ріг Хайдельберг Цемент, Дніпровагонмаш.

## Історія
Станція відкрита у 1927 році під назвою Правда, через виокремлення вагонного відділення Дніпровського державного заводу в окреме підприємство. Шефство над новоствореним вагонним заводом обрала газета «Правда», на честь якої й отримала назву станція. Тоді ж до станції була прокладена колія від станції Сухачівка.
До кінця 1990-х років до станції курсували приміські поїзди від центрального вокзалу Дніпро-Головний.
Сучасна назва з 2024 року.